# Eugerda kamtschatica
Eugerda kamtschatica är en kräftdjursart som beskrevs av Oleg Grigor'evich Kussakin 1965. Eugerda kamtschatica ingår i släktet Eugerda och familjen Desmosomatidae. Inga underarter finns listade i Catalogue of Life.